# مهجة قحف
مهجة قحف (بالإنجليزية: Mohja Kahf)‏ (مواليد 1967)، دمشق، سوريا، شاعرة وكاتبة عربية أمريكية. قامت مهجة بتأليف قصائد هاجر التي نالت تكريمًا في حفل توزيع جوائز الكتاب لعام 2017 بالمتحف العربي الأمريكي القومي. حصلت على جائزة بوشكارت عن مقالها الإبداعي غير الخيالي "The Caul of Inshallah" وزمالة الفنان الفردي من مجلس أركنساس للفنون في عام 2002 في فئة الشعر. ظهر شعرها في أعمال للفنانة التصورية الحديثة الأمريكية جيني هولزر.

## النشأة
ولدت مهجة قحف في دمشق، سوريا. في مارس 1971، في سن الثالثة والنصف، انتقلت إلى الولايات المتحدة. نشأت في منزل مسلم متدين. جاء والداها إلى الولايات المتحدة كطالبين في جامعة يوتا. انتقلت وعائلتها بعد ذلك إلى ولاية إنديانا بعد أن حصل والداها على شهادات جامعية. عندما كانت في الصف العاشر، انتقلت هي وعائلتها إلى نيو جيرسي. في عام 1984، عاشت في العراق لفترة وجيزة. خلال دراستها الجامعية، درست لفصل دراسي واحد كطالبة زائرة في جامعة الملك عبد العزيز في جدة، بالمملكة العربية السعودية.
كان جدها لأمها نائباً في البرلمان السوري في الخمسينيات، لكنه نفي من سوريا بسبب معارضته للنظام البعثي. كان والدها عضوًا في جماعة الإخوان المسلمين، وهي منظمة محظورة في سوريا، ونتيجة لذلك تم نفيه من سوريا أيضًا.
تخرجت قحف من كلية دوغلاس عام 1988 ثم حصلت على الدكتوراه فيما بعد في الأدب المقارن من جامعة ولاية نيو جيرسي عام 1994. في عام 1995 أصبحت أستاذة في جامعة أركنساس حيث تعمل في برنامج الأدب المقارن والدراسات الثقافية، وهي عضو في هيئة تدريس مركز الملك فهد للشرق الأوسط والدراسات الإسلامية في جامعة أركنساس، فايتفيل.
خلال عملها في روتجرز، قامت قحف بتدريس نظريات النسوية، ونساء المقاومة الفلسطينية، ونساء حركة القوة السوداء. بعد انتقالها إلى أركنساس، عملت لفترة في مجلس إدارة مجموعة أوزارك للشعراء والكتاب، وشاركت في مسابقات الشعر المحلية، وبعد فوزها بمقعد في «فريق أوزاركس»، شاركت كلا من بريندا موسي وليزا مارتينوفيتش وبات جاكسون في الفريق النسائي في مسابقة الشعر القومية لسنة 1999 في شيكاغو.
كانت قحف عضوًا مؤسسًا في منظمة "RAWI"، الممثلة للكتاب العرب الأمريكيين، والتي تأسست عام 1993. وهي حاليًا عضو في الحراك السلمي السوري. في عام 2011، زارت قحف وابنتها الحدود التركية مع سوريا من أجل مساعدة اللاجئين السوريين. كتبت قحف عن تلك التجربة في مقال «طريق الابنة إلى سوريا». كما حضرت قحف مسيرات ومظاهرات احتجاجا على حرب الولايات المتحدة على العراق.

## مسيرتها الأدبية
تستكشف أعمال قحف موضوعات التنافر والتداخل الثقافي بين المسلمين الأمريكيين والمجتمعات الأخرى، المتدينة منها والعلمانية. كثيرا ما تظهر مواضيع سوريا، الإسلام، الأخلاق، السياسة، النسوية، حقوق الإنسان، الجسد، الجنس، والشهوة الجنسية في أعمالها. في كتابها الشعري رسائل البريد الإلكتروني من شهرزاد، تستكشف العديد من الهويات والممارسات العربية والإسلامية المختلفة، مستخدمة بشكل متكرر الأسلوب الفكاهي. تعيد قحف تشكيل العديد من الشخصيات النسائية في التقاليد الإسلامية، ولا سيما في قصائد هاجر.
حازت قصائد هاجر على «تنويه مشرف» في حفل توزيع جوائز الكتاب لعام 2017 بالمتحف العربي الأمريكي الوطني. فازت قحف بجائزة بشكارت عن مقالتها الإبداعية الواقعية "The Caul of Inshallah" حول ولادة ابنها الصعبة، والتي نُشرت لأول مرة في «ريفر تيث» عام 2010. وصل كتاب الشعر الأول للكهف، رسائل بريد إلكتروني من شهرزاد، إلى نهائيات جائزة باترسون للشعر لعام 2004. كانت روايتها "The Girl in the Tangerine Scarf" إحدى القراءات المطلوبة في جامعة إنديانا الشرقية (في ريتشموند، إنديانا) في عام 2017. وكانت الرواية المفضلة لمجموعة قراءة "Book Sense" لشهر يونيو 2007 وفازت بلقب كتاب العام من قبل مجلس بلومنجتون للفنون، بمكتبة مقاطعة مونرو العامة، بلومنجتون، إنديانا، في سنة 2008. فازت قحف أيضا بزمالة الفنان الفردي من مجلس أركنساس للفنون في عام 2002 عن أعمالها في الشعر.
في عام 2004، صار لدى قحف عمود يستكشف الموضوعات الجنسية على الموقع الإسلامي التقدمي MuslimWakeUp! .com. كان العمود بعنوان «الجنس والأمة» وضم قصصًا قصيرة عن ذلك الموضوع، كما استضافت ضيوف العمود، ومنهم رندة جرار، ومايكل محمد نايت، وليلى المراياتي. كان العمود الأول المنشور، هو قصة قصيرة كتبتها بعنوان «الصحابة اللامعون»، وأعيد نشره لاحقًا على موقع الويب loveinshallah.com. أدت مقالات قحف في «الجنس والأمة» إلى سيل من الانتقادات... وتقول ليلى مليح أنها صنعت في مقالاتها «صورة أكثر تقدمية للإسلام».
ظهر شعر قحف في أعمال للفنانة التصويرية الحديثة الأمريكية جيني هولزر. تم استخدام قصيدتها «صديقان مثل اليراعات» وتحويلها إلى أغنية من تأليف جوزيف جريجوريو، بتكليف من اتحاد لجنة المرأة في جمعية الكورال الأمريكية، وعرضها لأول مرة كورال سولي ديو جلوريا النسائي. تُرجمت أعمال قحف إلى اليابانية والإيطالية والعربية. ظهرت أشعأرها في وثائقي بي بي سي، «قصائد من سوريا».

## الأعمال المنشورة

### شعر
- قصائد هاجر، 2016، مطبعة جامعة أركنساس[31][32]
- رسائل بريد إلكتروني من شهرزاد 2003، مطبعة جامعة فلوريدا[33]
- حبيبي يطعمني الجريب فروت. 2020[34]

#### قصائد في المجلات والمختارات
- «تسعة نوفمبر 2016 في الولايات المتحدة لـ A.» قصيدة (روتليدج)، العدد 2-3، 2017.[35]
- «حلب القلادة تحطمت»، سكون: الفن والأدب العربي[36]
- «شعبي ينهض» مزنة: نثر وشعر وفن استكشاف أمريكا العربية، المجلد. 13، العدد 1، ص. 4-6. أبريل 2012.
- «بريندا أنباوند»، بانيبال، مجلة الأدب العربي الحديث، العدد 38. لندن. ص. 50-52.
- «قصائد المسجد الصغير». مجلة الدراسات الأفريقية، 2010، المجلد. 4 العدد 2، الصفحات 106-113.[37]
- «آسيا تنتظر علامة» و«بين المدينيين في الولايات المتحدة 31»، تيفريت: مجلة الأدب الروحي، العدد 7، خريف 2008، ص. 80-82.[38][39]
- «رفع كعب هاجر» ص. 84، لغة لقرن جديد: أصوات معاصرة من الشرق الأوسط وآسيا وما وراءها، تحرير. كارولين فورش ورافي شانكار وتينا تشانغ وناتالي هاندل. دبليو دبليو نورتون، 2008.[40]
- «مشهد الحجاب رقم 1»، «مشهد الحجاب رقم 2»، «بطاقات بريدية من هاجر»، تحرير حيان شرارة، مائل للتحدث: الشعر العربي الأمريكي المعاصر، مطبعة جامعة أركنساس، 2008، ص. 171 - 176.[41][42]
- «محراب العقل»، أتلانتا ريفيو، خريف وشتاء 2007، ص. 37.
- «في قراءة مارج بيرسي،» الجسر الطبيعي، رقم 16، خريف 2006، ص. 55.
- «الكمثرى في زمن الذهب المصقول»، القوت والرغبة: مختارات من الشهوانية والفكاهة لمحبي الطعام، ديفيد ر. جودين، 2004، ص. 95-96.[34]
- «الجماع باللغة الإنجليزية». باريس ريفيو رقم 164 شتاء 2002-2003، ص. 76.[43]

### الرواية والقصص
- رواية الفتاة ذات الحجاب البرتقالي 2006، كارول وغراف[44][45]
- «منار من حماة»، «ملكة الدجاج المتبل»، بولين كالداس وخالد مطاوع، تحرير، أطفال دينارزاد: الرواية العربية الأمريكية، مطبعة جامعة أركنساس، الطبعة الأولى، 2005.[46]
- «فتاة مكة»، دراسات نسوية، 2012، العدد 38، ص 73-83.[47]

### النثر
- «حقوق الإنسان هي قبضة اليد» تحرير. كارولينا ديروبرتس، الأمل الراديكالي: رسائل الحب والمعارضة في الأوقات الخطرة . كنوبف، 2017.[48]
- ديمقراطية «حقوق الإنسان أولاً»: مجلة أفكار، خريف 2016 # 42.[49]
- «المقاومة السورية: قصة كفاحين» أوبن ديموكراسي، 23 سبتمبر 2013.[50]
- «آنذاك والآن: الثورة السورية حتى الآن»، أصدقاء لعالم غير عنيف، سانت بول، مينيسوتا، 28 فبراير 2013.[51]
- «إلهي، لا تجعلني غافلاً،» آن ريتشاردز وإيراج أوميدفار، المسلمون في الثقافة الشعبية الأمريكية، برايجر، نوفمبر 2013، ص. 425-441.[52]

### المجال البحثي
- التمثيل الغربي للمرأة المسلمة، مطبعة جامعة تكساس 1999.[53]
- «الكتابة عن قضايا الجندر الإسلامية في الغرب اليوم: الانزلاق إلى ما بعد لجنة الشفقة»، النسويات العربية والعربية الأمريكية: النوع الاجتماعي والعنف والانتماء، مطبعة جامعة سيراكيوز، 2011.[54]
- «صمت الأدب السوري المعاصر» الأدب العالمي اليوم، ربيع 2001.[55]
- «السياسة والإثارة في شعر نزار قباني: من زوجة السلطان إلى صديقته» الأدب العالمي اليوم، شتاء 2000.[56]
- «مذكرات شعراوي في بيئة القراءة الأمريكية» في الانتقال إلى العالمية: الاستقبال الانتقالي لكاتبات العالم الثالث، جارلاند، 2000.[57]
- «تجديل القصص: بلاغة المرأة في العصر الإسلامي المبكر» في نوافذ الإيمان: دراسات وأنشطة المرأة المسلمة، مطبعة جامعة سيراكيوز، 2000.[58]

## روابط خارجية
- MacFarquhar, Neil. "She Carries Weapons, They Are Called Words," The New York Times, May 12, 2007.
- Kahf, Mohja. "Spare Me The Sermon On Muslim Women," The Washington Post, October 5, 2008.
- "The Vigil" Poem performed by Kahf
- "Fayetteville as Fate" performed by Kahf
- "Rivers of Blood: No Metaphor" (poem)
- "Holding Fatima in the Light" (poem)
- "Song of the Fallen Protester" and "To the Free Syrians Behind Bars"
- “Syrian Americans and the Syrian YouTube Revolution” by Michael May, feature on Mohja Kahf